# Hans Ulrich von Schaffgotsch (General)

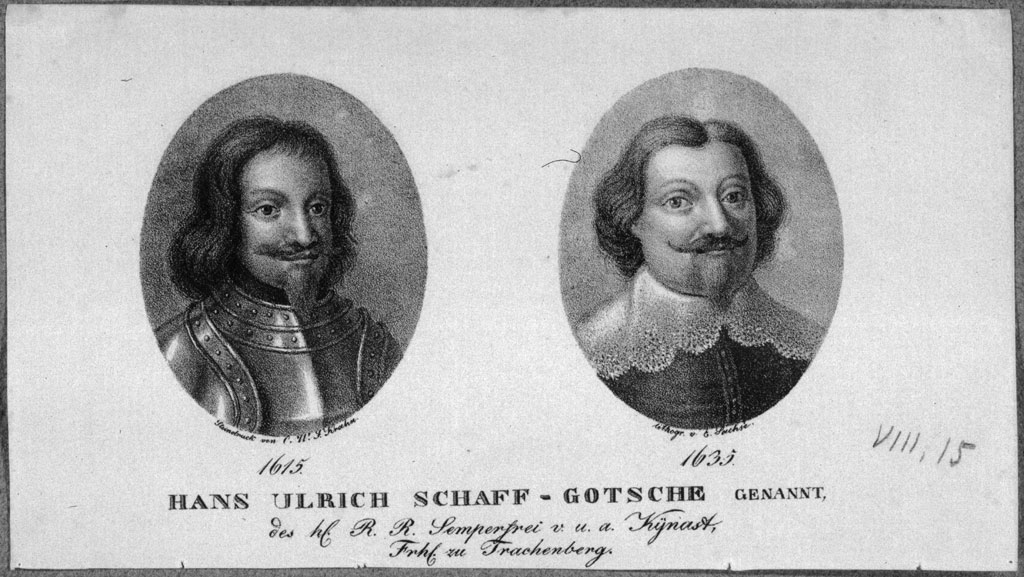
Hans Ulrich von Schaffgotsch

Hans Ulrich von Schaffgotsch, genannt Semperfrei von und zu Kynast und Greiffenstein, Freiherr von Trachenberg auf Warmbrunn (* 28. August 1595 auf Burg Greiffenstein, Herzogtum Schweidnitz; † 23. Juli 1635 in Regensburg), war ein protestantischer Großgrundbesitzer in Schlesien. Zu Beginn des Dreißigjährigen Krieges kämpfte er zunächst auf Seiten der Protestanten gegen die Kaiserlichen. Später schloss er sich mit einem eigenen Regiment den kaiserlichen Truppen unter Befehl von Wallenstein an, um im Besitz seiner Güter bleiben zu können. Angeblich verwickelt in den ebenfalls angeblichen Verrat von Wallenstein am Kaiser, wurde Schaffgotsch 1635 vom Kaiser vor einem Gericht in Regensburg angeklagt. Nach Folterung wurde er ohne Nachweis seiner Schuld und auch ohne Geständnis auf dem Haidplatz in Regensburg am 23. Juli 1635 hingerichtet und auf dem Gesandtenfriedhof hinter der Dreieinigkeitskirche begraben. Seine Grabstätte ist nicht erhalten aber auf einem damaligen Bauplan der noch im Bau befindlichen Kirche, zusammen mit weiteren Eintragungen namentlich eingetragen.

## Vorgeschichte bis Kriegsbeginn 1618
Hans Ulrich von Schaffgotsch war ein später Nachkomme des alten, verzweigten fränkischen Adelsgeschlechtes Schaffgotsch, das im Verlauf des 13. Jahrhunderts die Deutsche Ostsiedlung betrieben hatte. Als jüngstes von fünf Kindern war Hans Ulrich von Schaffgotsch ein Sohn des Christoph von Schaffgotsch (1552–1601), Reichsfreiherr der Standesherrschaft Kynast und Greiffenstein, aus dessen zweiter Ehe mit Eleonore von Promnitz (1576–1611). Sein Vater war zum Protestantismus übergetreten.
Ab 1609 besuchte Hans Ulrich von Schaffgotsch die Universitäten in Tübingen und Leipzig und die Universität Altdorf bei Nürnberg. In den Jahren 1611–1614 unternahm er eine Grand Tour durch Italien, Spanien, Frankreich, England und die Niederlande. Anschließend übernahm er die Verwaltung seines umfangreichen Besitzes mit der Kynastburg. Er vereinigte den Stammbesitz seines Vaters, die Herrschaften Kynast und Greiffenstein, mit der von dessen Vetter erworbenen Herrschaft Trachenberg und mit Besitzungen seiner kinderlosen Onkel, Alt Kemnitz, Hertwigswalde, Prausnitz und Schmiedeberg.
Am 18. Oktober 1620 heiratete Schaffgotsch Barbara Agnes von Brieg (* 24. Februar 1593 in Ohlau; † 24. Juli 1631), eine Tochter des Brieger Herzogs Joachim Friedrich. Der Ehe entstammten zehn Kinder. Einer seiner Söhne war Christoph Leopold von Schaffgotsch , der nach der unberechtigten Hinrichtung seines Vaters durch teilweise Rückgabe von Gütern vom Kaiser entschädigt und bei seiner Karriere im kaiserlichen Heer gefördert wurde.

## Kriegsbeginn 1618
Am Beginn des Dreißigjährigen Krieges stellte sich Schaffgotsch auf die Seite des protestantischen böhmischen Winterkönigs. Nachdem die Stände Böhmens König Ferdinand II. abgesetzt hatten, wählte die Böhmische Konföderation Schaffgotsch zu einem der Defensoren des Protestantismus in Schlesien. 1620 nahm er mit seinem Regiment an der Schlacht am Weißen Berg teil, die in einer katastrophalen Niederlage gegen das kaiserlich-bayerische Heer endete. Böhmen und Schlesien wurden daraufhin von Kaiser Ferdinand II. unterworfen.
Schaffgotsch entschloss sich nun zum Seitenwechsel, leistete dem Kaiser in Breslau den Treueid und konnte daraufhin seine Güter behalten. Als Dank unterstellte er das von ihm selbst angeworbene und bezahlte Kavallerieregiment dem Kaiser und kämpfte in der Folge mit seinem Regiment als Protestant in der kaiserlichen Armee unter dem damaligen militärischen Oberbefehlshaber Wallenstein.
Als 1626 feindliche Truppen unter Ernst von Mansfeld und Christian von Dänemark in Schlesien einfielen, trat ihnen auf Wunsch des Kaisers Schaffgotsch mit seinem Regiment entgegen. Im kaiserlichen Heer stieg er in der Folgezeit zum General auf und gehörte zum engeren Kreis um den Generalissimus Wallenstein. Im Jahr 1627 verlieh Kaiser Ferdinand II. Schaffgotsch und seinen Nachfahren den Titel Semperfrei mit allen Rechten eines schlesischen Fürsten.
1634 kam Schaffgotsch nach Teilnahme an nicht vom Kaiser genehmigten Friedensverhandlungen in den Verdacht, an dem angeblichen Verrat Wallensteins verwickelt zu sein. In der Folge wurde Wallenstein mit Genehmigung des Kaisers ermordet und auch Schaffgotsch fiel bei Kaiser Ferdinand II. in Ungnade. Dies ist auf seine enge, persönliche Bindung an den Generalissimus zurückzuführen, manifestiert in den beiden Pilsener Schlüssen vom 12. Januar und 19. Februar 1634. Der erste Pilsener Schluss war ein von Wallenstein durch Inaussichtstellung seines Rücktritts initiiertes Treuegelöbnis seiner Offiziere „bis zum Tode“ ihm gegenüber, der zweite Schluss war eine halbherzige Relativierung, die jedoch den Verdacht des Hochverrats gegen den Kaiser nicht mehr entschärfen konnte.
Schaffgotsch wurde am 24. Februar 1634, einen Tag vor Wallensteins Ermordung, in Ohlau durch den kaiserlichen Obristen des Feldmarschalls und Grafen Colloredo gefangen genommen. Anschließend wurde er über Glatz nach Budweis in Böhmen und dann zunächst nach Wien gebracht, um dort verhört zu werden. Danach blieb Schaffgotsch in Haft, wurde weiterhin vom Kaiser des Hochverrats beschuldigt und in Regensburg vor Gericht gestellt.

### Prozess in Regensburg
Am 18. Februar 1635 wurde Schaffgotsch, begleitet von mehreren hohen Offizieren des kaiserlichen Heeres unter Führung von General Götz mit einigen seiner Diener nach Regensburg überstellt, um ihm dort den Prozess zu machen. Die Dienerschaft nahm Quartier im Gebäude der heutigen Gaststätte zum Krebs in der Krebsgasse, während Schaffgotsch anfänglich im westlichen Vorgängergebäude des heutigen Thon-Dittmer-Palais wohnte, sich im Verlauf des Prozesses aber in Räumen des Rathauses aufhalten musste, wo sich im Untergeschoss die noch heute erhaltene Folterkammer befindet. Das Kriegsgericht unter Leitung von General Götz ging im Prozess nach der Anklage wegen Verschwörung und Hochverrat mit großer Härte vor und forderte den Angeklagten, der überzeugter Protestant war, auch zur Konversion zum katholischen Glauben auf. Schaffgotsch, der vom evangelischen Pfarrer Christoph Donauer betreut wurde, lehnte das ab und ließ sich auch durch mehrfache nächtliche Anwendung schwerer Foltermethoden nicht zu einem Geständnis der Kollaboration mit den Feinden des Kaisers bewegen. Entgegen den damaligen Gepflogenheiten, die für diesen Fall die Freilassung des Gefolterten vorsahen, wurde Schaffgotsch dennoch zum Tode durch Enthauptung verurteilt. Vom vorherigen Abschlagen der Hand wurde er begnadigt. Das am 5. Juli 1635 abgefasste Todesurteil wurde zwar im Namen des Kaisers ausgefertigt, aber nicht vom Kaiser selbst unterschrieben. Als am 13. Juli 1635 Schaffgotsch zur Hinrichtung gebracht werden sollte, knieten er und der Pfarrer Donauer zum letzten Gebet mit Gesang nieder, wodurch selbst die vielen anwesenden Soldaten zu Tränen gerührt wurden.

### Hinrichtung
18 Tage nach Verkündung des Urteils wurde Schaffgotsch auf dem Haidplatz in Regensburg enthauptet.
Für seine Hinrichtung hatte Schaffgotsch sämtliche Samtvorräte  der Stadt aufkaufen und das Hinrichtungspodest damit verkleiden lassen. Außerdem erkaufte er sich beim Regensburger Henker mit dem für die damalige Zeit hohen Geldbetrag von drei Dukaten das Recht, im Freien, auf einem Stuhl sitzend geköpft zu werden.
Am Tag der Hinrichtung, morgens um acht Uhr, wurde er in einer elenden Gutschn auf den Richtplatz verbracht und nahm mit einem Schemel auf dem Blutgerüst Platz.  Nach der Enthauptung legten seine Diener den Leichnam in den bereitgestellten Sarg aus Lindenholz, der mit einem Fenster ausgestattet war. Im nahegelegenen Gasthof „Zum Blauen Krebs“ in der Krebsgasse 6 wurde die Leiche zwei Tage lang zur Schau gestellt. Schaffgotsch hatte ausdrücklich befohlen, das Blut an seinem Körper nicht abzuwaschen und den Kopf nicht anzunähen.
Die protestantischen Einwohner von Regensburg zeigten große Anteilnahme, zumal man vermutete, dass der Kaiser die Hinrichtung von Schaffgotsch befohlen hatte, um in den Besitz seiner Güter zu gelangen, die er benötigte, um die Mörder von Wallenstein zu bezahlen. Man bewunderte und verehrte den Toten, pflegte und besuchte häufig seine Grabstätte auf dem heutigen Gesandtenfriedhof bei der Dreieinigkeitskirche.
Das bei der Enthauptung gebrauchte neue Richtschwert verkaufte der Scharfrichter an den Offizier Albrecht Freiberg aus dem ehemaligen Regiment Schaffgotsch. Der Henker versprach ihm angeblich, sein Gewerbe nun aufzugeben, da er bereits hundert Köpfe abgehauen habe. Doch scheint er nicht Wort gehalten zu haben, denn fünf Jahre später, als ihm bei der Enthauptung einer Kindsmörderin der Streich misslang, wurde er von der aufgebrachten Volksmenge erschlagen.

## Begräbnis, Grabstätte
Am 25. Juli 1635, abends 11 Uhr, wurde Schaffgotsch, so wie er es gewünscht hatte, ohne größere Zeremonie nur bei Fackelschein auf dem „schmalen Gang“ neben der neu erbauten, Ende 1631 fertiggestellten protestantischen Dreieinigkeitskirche bestattet, die damals noch „Neue Kirche“ genannt wurde. Schon vor Schaffgotsch waren dort einige schwedische Offiziere begraben worden, die 1633–1634 bei den Kämpfen um Regensburg ums Leben gekommen waren. Die Schaffgotsch-Grabstätte war mit einer schlichten, kleinen Grabplatte mit Namen und Wappen bedeckt. Seine Grabplatte und auch die Grabplatten der anderen Offiziere sind nicht erhalten, jedoch sind die genauen Lagen der ehemaligen Grabstätten und die Namen der Offiziere aus den Eintragungen auf einem Plan von 1671 bekannt. Die Schaffgotsch-Grabstätte ist auf dem alten Plan abgekürzt bezeichnet mit Hr Graf Schafgotzky.
Heute wird der schmale südliche Kirchhof neben der Dreieinigkeitskirche als „Gesandtenfriedhof“ bezeichnet, weil dort schon ab 1641 weitere Begräbnisse von Gesandten zu Reichstagen stattgefunden hatten, die ab 1653 aus hygienischen Gründen in gemauerten Ziegelgruften erfolgten, wobei die Grabstätten meist mit prunkvollen Grabplatten und Grabdenkmälern geschmückt wurden. Am Ort der ehemaligen Schaffgotsch-Grabstätte wurde 1674 das große Epitaph des sächsischen Gesandten Augustin Strauch errichtet. Durch den Bericht eines Kircheninspektors ist belegt, dass die von der Bevölkerung verehrte und häufig besuchte Grabstelle von Schaffgotsch beim Bau dieses Epitaphs zerstört wurde. Die erhaltene schriftliche Beschwerde eines Inspektors beim Rat der Stadt hatte keine Folgen, denn der mit dem Bau der Grabstelle beauftragte Baumeister berief sich auf Anweisungen des zuständigen städtischen Beamten des Bauamtes.
Veranlasst von polnischen Schaffgotsch-Nachkommen wurde nach 1990 von der Gemeinde der Dreieinigkeitskirche gegenüber des Strauch-Epitaphs in die Südmauer der Kirche eine Gedenktafel für Schaffgotsch eingelassen, die noch heute von polnischen Besuchergruppen gerne aufgesucht wird.

### Nachwirkungen
Schaffgotsch hinterließ eine Tochter und vier Söhne, diese verloren die Stammherrschaft Trachenberg und erhielten erst nach ihrem Übertritt zum Katholizismus (1636) die Güter am Riesengebirge 1641 und 1650 zurück. Bereits am 11. März 1634 erschien der Landeshauptmann der Fürstenthümer Schweidnitz und Jauer, Georg Ludwig Reichsgraf von Starhemberg, und konfiszierte im Namen des Kaisers die bis dahin vom General Freiherrn Johann Ulrich v. Schaffgotsch besessenen Herrschaften.

„Mag v. Schaffgotsch in einigen Stücken vielleicht nicht vorsichtig genug gehandelt haben, so war er doch sicher kein Verbrecher, und fiel nur als ein bedauernswerthes Opfer seiner Feinde, der Jesuiten und ihrer Parthei, welche zu jener argen Zeit am kaiserlichen Hofe leider einen sehr bedeutenden Einfluß behaupteten.
Für die Behauptung: dass nur Neid, besonders aber Religionshass die Hauptursachen seines traurigen Endes waren, sprechen zwei Thatsachen: 1) die Einziehung seiner sämmtlichen Güter zur kaiserlichen Kammer, und 2) die Erziehung seiner evangelischen Kinder durch Jesuiten in der römisch-katholischen Confession, auf Befehl Kaiser Ferdinand II. … Schon zu Ende des verflossenen Jahrhunderts ließ der edle Kaiser Joseph II, die Acten dieses Prozesses durch eine Commission untersuchen, welche dahin entschied:
»daß General Schaffgotsch völlig schuldlos gewesen, ungerecht verurtheilt und als Opfer einer Intrigue gefallen sei.«“